# گوپالگانج
گوپالگانج (به لاتین: Gopalganj) یک منطقهٔ مسکونی در بنگلادش است که در ناحیه گوپال‌گنج واقع شده‌است. گوپالگانج ۱۶٫۹ کیلومتر مربع مساحت و ۵۳٬۷۷۸ نفر جمعیت دارد.